# Relevo do Paraguai

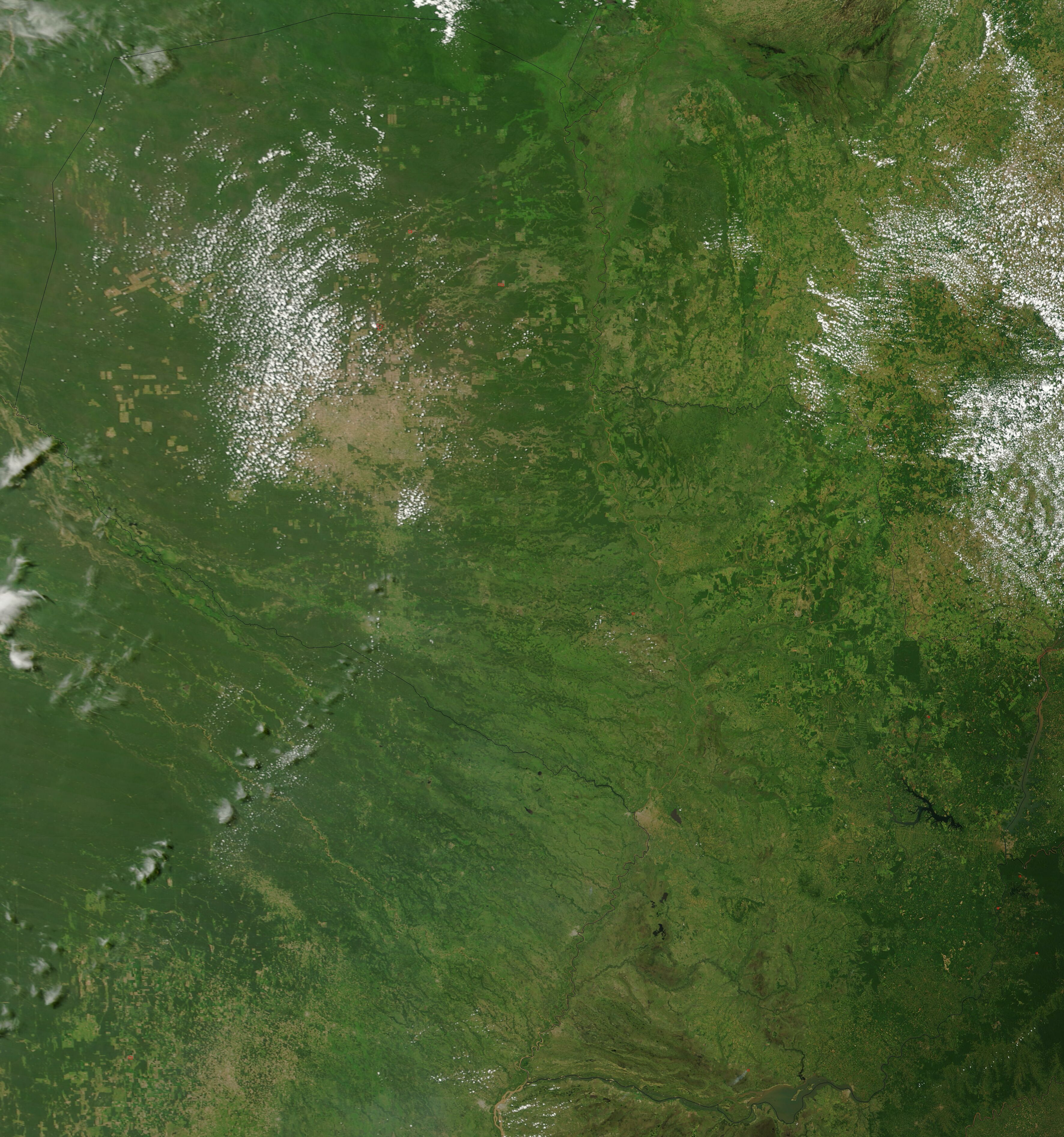
Imagem de satélite do Paraguai.

Todo o território do Paraguai faz parte da imensa bacia do Prata, que é composta pelos rios Paraguai e Paraná. É formado de planícies, e somente na região leste surgem baixas montanhas, cuja estrutura tem ligação ao Pantanal Brasileiro.
O rio Paraguai, que desce de norte a sul, separa o país em ambas as porções bem diferentes. Na região ocidental é extenso o Chaco, uma repetitiva planície que cresce  sem percepção entre as margens do rio e o altiplano boliviano. A grande planície, que preenche igualmente porções dos territórios argentino e boliviano, abrange mais de 2/3 do território do Paraguai. Na parte oriental do rio Paraguai, o terreno cresce com suavidade e compõe uma região de morro que, nos pontos culiminante das cadeias montanhosa de Amambay e Mbaracayú, alcançam 700m acima do nível do mar. Na parte sul-oriental, o terreno diminui novamente dirigindo-se para o vale do rio Paraná, o qual em certos lugares desce pelo planalto homônimo, o que teria propiciado que fossem construídas represas e usinas hidrelétricas.